# Microsoft Family Safety
Microsoft Family Safety (anciennement Windows Live Family Safety), est un logiciel de contrôle parental et de filtrage d'Internet développé par Microsoft. Il intégrait Microsoft Windows sous la branche Windows Live. 

## Historique
Une démonstration gratuitement téléchargeable de Windows Live OneCare Family Safety a été pour la première fois offerte à 3 000 clients en mars 2006. Après environ un an et demi de test, la version finale a été diffusée le 6 novembre 2007. Le 15 décembre 2008, Microsoft distribue sa nouvelle version 2009 du logiciel et lui donne un nouveau nom, celui de Windows Live Family Safety, et est retiré des produits Windows Live OneCare. Le filtrage d'Internet et les rapports d'activités ont été anciennement exposés dans les options de contrôle parental de Windows Vista. Ces options ont été retirées de Windows 7 depuis sa distribution dans Windows Live. Le 30 septembre 2010, Windows Live Family Safety 2011 (Wave 4) est désormais téléchargeable et partie intégrante de Windows Live Essentials 2011.
Le 14 mai 2012, Microsoft annonce que Windows Live Family Safety sera renommé en Microsoft Family Safety et inclura ce logiciel dans la commercialisation de Windows 8.
À la sortie de Windows 10, il est maintenant nécessaire que l'enfant ait un compte Microsoft.

## Équipement requis
Ce logiciel fonctionne par le biais de Windows Vista Service Pack 2 et la plateforme de mise à jour pour Windows Vista, Windows 7 (éditions 32-bit ou 64-bit), Windows Server 2008 R2 ou Windows Server 2008 avec le Service Pack 2 sa plateforme de mise à jour pour Windows Server 2008. Il fonctionne également avec Internet Explorer 6 (ou version récente), Chrome 2 (ou version récente), Firefox 2.0 (ou version récente), Opera 10 (ou version récente) et Safari 3.0 (ou version récente).
Une version antérieure de Family Safety est disponible sur Windows XP.